# Fernando Navarro (Fußballspieler, 1982)
Fernando Navarro Corbacho (* 25. Juni 1982 in Barcelona) ist ein ehemaliger spanischer Fußballspieler.

## Spielerkarriere

### Verein
Der gebürtige Katalane Fernando Navarro spielte zunächst beim FC Barcelona, dem Topclub aus seiner Heimatstadt. Dort konnte er sich jedoch nie wirklich durchsetzen. Er sollte  ursprünglich Barça-Star Sergi Barjuán ersetzen nach dessen Wechsel in die Hauptstadt zu Atlético Madrid, doch er wurde durch eine schwere Knieverletzung zurückgeworfen. Aus diesem Grund war er zweimal in seiner Zeit bei Barça an andere Vereine ausgeliehen. Für die Rückrunde 2003/2004 zunächst an Ligarivale Albacete Balompié, was für ihn nicht glücklich verlief mit nur sieben Einsätzen, später (2005/2006) an RCD Mallorca. Die Mallorquiner kauften ihn auch als die Leihe im Sommer 2006 ablief.
Im Juni 2008 wurde sein Wechsel zum FC Sevilla bekanntgegeben, mit dem er einen Spanischen Pokal und zwei Europa-League-Pokale gewann.

### Nationalmannschaft
Anfang 2008 wurde er für das Spiel gegen Frankreich erstmals in die spanische Nationalmannschaft berufen. Im selben Jahr gewann er mit der Selección die Fußball-Europameisterschaft 2008.

## Erfolge
- Spanische Meisterschaft (1): 2005
- Fußball-Europameisterschaft (1): 2008
- Spanischer Pokal (1): 2010
- UEFA Europa League (2): 2014, 2015